# 長井秀弘
 長井 秀弘（ながい ひでひろ）は、戦国時代の武将。通称は七郎右衛門尉。越中守。子に長井長弘。

## 経歴
長井秀弘の名の初出は、寛正3年（1462年）11月の美濃国加茂郡の善恵寺納所帳写である。善恵寺は持是院家を起こした斎藤妙椿が長禄4年（1460年）まで居た寺であった。
文明12年（1480年）2月に斎藤妙椿が死去すると持是院家を継いだ斎藤妙純に仕えており、明応4年4月（1495年）に美濃守護の土岐成頼の末子土岐元頼と守護代の斎藤利藤の孫利春を担いで石丸利光が起こした船田合戦では、秀弘は加納城の斎藤妙純を守り、攻め手の大将である石丸利定を討ち取って敗走させた。
しかし、翌明応5年（1497年）12月7日、近江の六角高頼討伐からの帰国中に土一揆に囲まれ、主君の斎藤妙純とともに討ち死にした。